# Pojorâta, Suceava
Pojorâta (în germană Pozoritta) este satul de reședință al comunei cu același nume din județul Suceava, Bucovina, România.